# ياسر (صنعاء القديمة)

تعديل مصدري - تعديل

حارة ياسر هي إحدى حارات مدينة صنعاء القديمة، بلغ تعداد سكانها 1108 نسمة حسب تعداد اليمن لعام 2004.